# El Tigre (eiland)
El Tigre is een vulkaaneiland van 5 kilometer doorsnee, in de Golf van Fonseca. Sinds 1992 maakt het deel uit van Honduras. Na een lange discussie tussen El Salvador, Honduras en Nicaragua over het bezit van de golf en de daarin gelegen eilanden, bepaalde het Internationaal Gerechtshof onder meer dat het eiland El Tigre aan Honduras werd toebedeeld. Het maakt deel uit van het departement Valle
Het eiland bestaat uit een conische stratovulkaan van 783 meter hoog. Het is de meest zuidelijk gelegen vulkaan van Honduras, en het is niet bekend wanneer de laatste eruptie was.
Samen met een aantal kleine eilandjes vormt El Tigre de gemeente Amapala. De oppervlakte van die gemeente is 75,2 km². In 2001 woonden er een kleine 2.500 mensen (waarvan 4 op het kleine eiland Isla Comandante).
Ongeveer 20 kilometer naar het westen ligt de vulkaan Conchagua en ongeveer 13 kilometer naar het zuidwesten de vulkaan Conchagüita.